# Diga di Bir Mcherga
La diga di Bir Mcherga è una diga tunisina inaugurata nel 1971 sullo oued Miliane, situata a circa 47 km a sud-ovest di Tunisi e a 35 km dal golfo di Tunisi nel quale si getta il fiume. Prende il nome dalla città di Bir Mcherga situata nelle vicinanze.
La diga è formata da un terrapieno di 43 m di altezza, con una lunghezza al culmine di 1.300 m. Può contenere fino a 130 milioni di m³ d'acqua in un bacino avente una superficie di 705 ha.
Il bacino idrografico che alimenta l'invaso ha una superficie di 1283 km².
Lo scopo della diga è quello di regolare la portata dello oued Miliane per proteggere dalle inondazioni la pianura a sud di Tunisi.
Permette l'irrigazione di 1.600 ha di terre destinate principalmente alla cerealicoltura. Il bacino costituisce inoltre un'importante riserva ittica.